# Trichosurus cunninghami
Il tricosuro di montagna (Trichosurus cunninghami Lindenmayer, Dubach e Viggers, 2002) è un marsupiale notturno e semi-arboricolo della famiglia dei Falangeridi originario dell'Australia sud-orientale. È stato riconosciuto come specie a parte solamente nel 2002.

## Descrizione
Il tricosuro di montagna pesa 2,5-4,5 kg, ricorda moltissimo nell'aspetto il tricosuro canino (T. caninus) e ha una coda prensile e nuda nella parte inferiore della punta. Il muso è appuntito e le orecchie piuttosto piccole e aguzze; il mantello è folto e scuro. È dotato di ghiandole odorifere situate sotto il mento, sul petto e nella regione anale.

## Biologia

### Comportamento
Il tricosuro di montagna e il tricosuro comune sono specie più specializzate del tricosuro volpino (T. vulpecula), loro stretto parente, per quanto riguarda la scelta dell'habitat e le abitudini alimentari. Di conseguenza il tricosuro volpino è stato in grado di colonizzare una maggiore varietà di habitat degli altri suoi parenti. Ad esempio, diversamente da quest'ultimo, T. cunninghami e T. caninus non sono presenti in aree urbane e si ritiene che possano vivere solamente in ambienti forestali stabili.
Durante il giorno, il tricosuro di montagna rimane al sicuro nelle cavità degli alberi (o talvolta tra la fitta vegetazione) ed esce allo scoperto di notte per andare in cerca di cibo. Nelle regioni montuose dipende prevalentemente da piante del genere Acacia per l'alimentazione, in particolare dalla mimosa (Acacia dealbata). Tuttavia, nelle pianure del Gippsland non vi sono colonie di questo animale associate a un particolare tipo di vegetazione: infatti la specie è presente nei boschetti di varie specie di Eucalyptus o di Leptospermum. Il tricosuro di montagna si alimenta a livello del terreno ed è in grado di ricavare nutrimento sia dai funghi ipogei ed epigei che dalle piante che crescono a livello del suolo.
Il tricosuro di montagna necessita anche di cavità negli alberi da utilizzare come dimora. Infatti si ritiene che sia proprio la disponibilità di cavità nei tronchi e di alberi di mimosa a determinare la densità di popolazione e la distribuzione della specie nel Victoria.

### Riproduzione
Il tricosuro di montagna non ha un marcato dimorfismo sessuale. Gli accoppiamenti hanno luogo durante un periodo di 2-3 settimane in autunno (marzo-giugno). Nelle femmine l'estro è altamente sincronizzato, e la maggior parte di esse dà vita a un'unica nidiata all'anno. Non sembra che i maschi partecipino all'allevamento dei piccoli. I piccoli escono dal marsupio dopo alcuni mesi e per un certo periodo di tempo vengono trasportati sul dorso dalla madre. Giunta l'estate (da dicembre a febbraio), i piccoli iniziano ad accompagnare la madre muovendo i loro primi passi, e poco dopo raggiungono la piena indipendenza. Maschi e femmine non si riproducono prima dei due anni di età. Una volta mature le femmine rimangono spesso entro i confini del territorio natale, mentre i maschi si disperdono anche fino a 8 km di distanza. Una volta raggiunta la maturità sessuale, il tricosuro di montagna rimane nello stesso territorio per tutta la vita.
È uno dei marsupiali più longevi: in cattività alcuni esemplari hanno raggiunto, infatti, i 17 anni.
Recenti ricerche indicano che questa specie abbia un sistema di riproduzione variabile. Nel corso di un lungo studio effettuato su due popolazioni di T. cunninghami gli studiosi hanno scoperto che una di esse era poliginica, mentre l'altra era monogama. Le due popolazioni vivevano a 2 km di distanza l'una dall'altra, ma il gruppo monogamo abitava una striscia di foresta, lungo una strada, che era stata risparmiata dai tagliaboschi per più di 100 anni, mentre la popolazione monogama viveva in un'area boschiva che era stata disboscata 40 anni prima. Gli studiosi, comunque, non sono stati in grado di determinare se questa differenza nel sistema di accoppiamento sia dovuta alla conformazione geografica dell'habitat o alla qualità delle sue risorse.

## Distribuzione e habitat
Il tricosuro di montagna è presente in un'area che da Ulladulla, nel Nuovo Galles del Sud, si spinge a sud fino alla Wombat Forest e al monte Cole, nel Victoria centrale. Si incontra dal livello del mare fino a 1300 m di quota (ma generalmente non si spinge più in basso dei 300 m).

## Tassonomia
Nel 2002, dopo aver riscontrato alcune differenze nella morfometria, gli studiosi proposero di suddividere il tricosuro canino (T. caninus) in due specie distinte. La forma settentrionale ha mantenuto il nome scientifico T. caninus, mentre quella meridionale, diffusa nelle Alpi del Victoria, è stata denominata triocosuro di montagna e ha ricevuto il nome scientifico T. cunninghami. Tuttavia, le divergenze genetiche tra le due specie sono così limitate che non tutti gli studiosi hanno accettato la suddivisione.
Nel 2005 una popolazione di tricosuri della quale non era stata sospettata l'esistenza è stata scoperta nelle paludi costiere del Gippsland sud-occidentale. Poco dopo gli studiosi hanno scoperto che questa popolazione non era limitata alle aree costiere, ma si estendeva anche nell'interno della regione.
In seguito a queste scoperte, il nome tricosuro «di montagna» ha perso validità descrittiva. Per questo motivo gli studiosi hanno proposto di battezzare tricosuro (o bobuck, nome aborigeno di questi animali) settentrionale il T. caninus e tricosuro (o bobuck) meridionale il T. cunninghami.